# Aphelinus confusus
Aphelinus confusus är en stekelart som beskrevs av Kalina 1977. Aphelinus confusus ingår i släktet Aphelinus och familjen växtlussteklar.
Artens utbredningsområde är:
- Tjeckien.
- Slovakien.
- Italien.

Inga underarter finns listade i Catalogue of Life.